# Culicoides tahemanensis
Culicoides tahemanensis är en tvåvingeart som beskrevs av Liu och Ma 2001. Culicoides tahemanensis ingår i släktet Culicoides och familjen svidknott.
Artens utbredningsområde är Xinjiang (Kina). Inga underarter finns listade i Catalogue of Life.